# 段素興
大理天明帝段素興，是大理國第10位君主，屬太宗段思良支系，段素真孙。
祖父去世（一说禅位），父已先亡，于是在1041年卽位，翌年，改元圣明。后又改元天明。他性好遊狎，廣營宮室於東京，多植花草，於春登堤上植黃花，名繞道金稜，雲津橋上種白花，名縈城銀稜。斗草簪花，昼夜行乐。每年春天，他挾妓又載酒，男女列坐，晝夜行樂。妓女中有一個叫素馨，表示段素興喜愛，因而名素馨。段素興在位，荒淫日甚，1044年，國人廢掉他，而立太祖曾孫段智思之子段思廉。他共在位3年，先後用過圣明、天明2個年號。段素興13歲時娶15歲的惠瓊為妻。

## 家庭
- 妃子惠瓊，見於《三迤隨筆·天明皇帝段素興四事》，比段素興大2歲。[來源請求]